# Рибекур-Дреленкур (кантон)

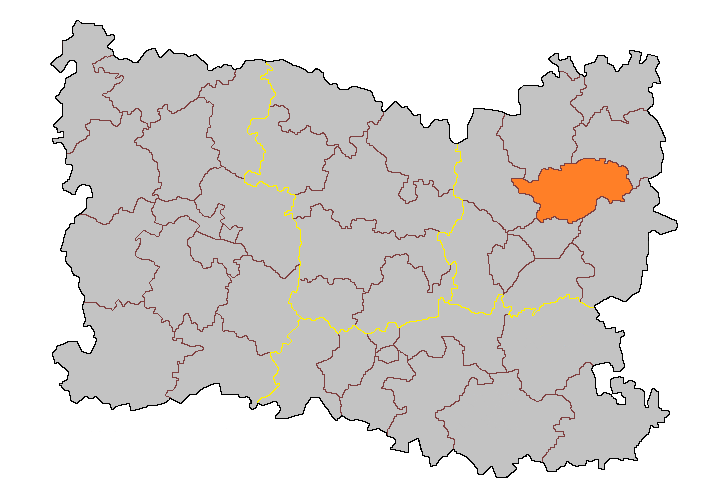
Кантон Рибекур-Дреленкур на карте департамента Уаза

Рибекур-Дреленкур (фр. Ribécourt-Dreslincourt) — упраздненный кантон во Франции, регион Пикардия, департамент Уаза. Входил в состав округа Компьень.
В состав кантона входили коммуны (население по данным Национального института статистики за 2010 г.):
- Байи (670 чел.)
- Ванделикур (263 чел.)
- Камбронн-ле-Риберкур (1 938 чел.)
- Карлепон (1 433 чел.)
- Ле-Плесси-Брион (1 446 чел.)
- Лонгёй-Аннель (2 379 чел.)
- Маре-сюр-Ма (414 чел.)
- Машмон (722 чел.)
- Меликок (670 чел.)
- Монмак (1 087 чел.)
- Пемпре (753 чел.)
- Рибекур-Дреленкур (3 978 чел.)
- Сен-Леже-о-Буа (803 чел.)
- Траси-ле-Валь (1 047 чел.)
- Туротт (4 736 чел.)
- Шевенкур (848 чел.)
- Шири-Урскам (1 112 чел.)

## Экономика
Структура занятости населения :
- сельское хозяйство — 1,2 %
- промышленность — 33,2 %
- строительство — 11,7 %
- торговля, транспорт и сфера услуг — 31,5 %
- государственные и муниципальные службы — 22,4 %

## Политика
На президентских выборах 2012 г. жители кантона отдали в 1-м туре Марин Ле Пен 26,5 % голосов против 25,8 % у Франсуа Олланда и 20,1 % у Николя Саркози, во 2-м туре в кантоне победил Олланд, получивший 55,1 % (2007 г. 1 тур: Саркози  — 27,1 %, Сеголен Руаяль — 22,2 %; 2 тур: Саркози — 53,2 %). На выборах в Национальное собрание в 2012 г. по 6-му избирательному округу департамента Уаза они поддержали кандидата левых, коммуниста Патриса Карвальо, получившего 42,6 % голосов в 1-м туре и 55,9 % - во 2-м туре.
|  | Кандидат        | Партия                    | % голосов |
|  | --------------- | ------------------------- | --------- |
|  | Патрис Карвальо | Коммунистическая партия   | 57,32     |
|  | Кристель Симон  | Национальный фронт        | 24,58     |
|  | Клод Серве      | Союз за народное движение | 10,07     |
|  | Амори Делесаль  | Зеленые                   | 8,03      |

|        | Кандидат        | Партия                    | % голосов |
| ------ | --------------- | ------------------------- | --------- |
|        | Патрис Карвальо | Коммунистическая партия   | 50,56     |
|        | Мишель Ледо     | Национальный фронт        | 18,19     |
|        | Клод Серве      | Союз за народное движение | 15,02     |
|        | Доминик Дер     | Социалистическая партия   | 9,01      |
| Прочие | Прочие          | Прочие                    | менее 5 % |